# Arkadiusz Malarz
Arkadiusz Malarz (* 19. Juni 1980 in Pułtusk, Polen) ist ein polnischer Fußballspieler der seit 2019 bei ŁKS Łódź unter Vertrag steht.

## Vereinskarriere
In der Saison 2004/05 war er noch Stammkeeper für seinen damaligen Club Amica Wronki. Als er anfing Fehler zu machen, wurde er nur noch als Nummer zwei im Tor eingesetzt. Der Grund war auch, dass der Ersatztorhüter Radosław Cierzniak immer besser wurde. Zur Rückrunde der Saison 2005/06 stand Malarz bei Lech Posen unter Vertrag. Kam aber nur zu zwei Ligaeinsätzen. 2006 wechselte Malarz erstmals ins Ausland und unterschrieb einen Vertrag beim griechischen Erstligisten Skoda Xanthi. Hier war er die unangefochtene Nummer eins im Tor. Nach nur einer Saison bei Xanthi wechselte er zum Ligakonkurrenten und Traditionsverein Panathinaikos Athen. Anfänglich lief es ganz gut für ihn, jedoch wurde er im Verlauf der Saison 2007/2008 von dem Kroaten Mario Galinović als Nummer eins abgelöst und verließ den Verein zur Saison 2008/09 in Richtung OFI Kreta, wo er wieder der Stammtorwart war. 2009/10 spielte er dann für AE Larisa. Bei Larisa erging es ihm jedoch ähnlich wie bei Panathinaikos und er wurde nach schwachen Leistungen vom Uruguayer Sebastián Viera abgelöst. Zur Saison 2010/11 wechselte er nach Zypern zu AEL Limassol. Insgesamt bestritt er in der griechischen Superleague in vier Spielzeiten 79 Spiele.
Nach einer kurzen Beschäftigung in Zypern bei Ethnikos Achnas und einer erneuten Beschäftigung in Griechenland bei Panachaiki wechselte Malarz zur Saison 2013/14 in seine polnische Heimat zurück. Er gewann als Stammtorwart mit GKS Bełchatów die Meisterschaft der zweitklassigen 1. Liga und stieg damit in die Ekstraklasa auf. Malarz wechselte nach einem Jahr in Bełchatów zu Legia Warschau, wo er in vier Jahren 104 Pflichtspiele absolvierte. Er gewann mit Legia drei Mal die polnische Meisterschaft der Ekstraklasa. Nachdem Malarz Vertrag im Sommer 2019 bei Warschaz ausgelaufen ist, wechselte er zu ŁKS Łódź.

## Erfolge
- Polnischer Meister 2016 mit Legia Warschau

## Auszeichnungen
- 2007 wurde Malarz in Griechenland zum besten Torwart des Jahres gewählt